# Masegosa
Masegosa és un municipi de la província de Conca, a la comunitat autònoma de Castella-La Manxa. El 2020 tenia 62 habitants.